# Adam Marchiev
Adam Umarovič Marchiev (in russo Адам Умарович Мархиев?; traslitterazione anglosassone: Adam Umarovich Markhiyev; Nazran', 17 marzo 2002) è un calciatore russo naturalizzato finlandese, centrocampista dell'Arīs Limassol.

## Biografia
Nato in Russia, si è trasferito in Finlandia con la famiglia all'età di 7 anni ed in seguito ne ha acquisito la nazionalità.

## Carriera

### Club
È cresciuto nel settore giovanile di Jaro e HJK. Nel 2019 è stato assegnato alla squadra riserve del Klubi 04, dove ha debuttato in terza divisione finlendese.
Nel marzo 2021 è stato acquistato dallo Spartaks Jūrmala, club della prima divisione lettone. Nel gennaio del 2022 è passato in prestito alla SPAL, dove ha giocato nella formazione Primavera fino alla fine della stagione. Rientrato in Lettonia a giugno, vi è rimasto fino a dicembre per poi passare a titolo definitivo all'RFS Riga.

### Nazionale
Ha giocato nelle nazionali giovanili finlandesi Under-16, Under-17 ed Under-19.

## Statistiche

### Presenze e reti nei club
Statistiche aggiornate al 19 gennaio 2025.
| Stagione                | Squadra                 | Campionato              | Campionato | Campionato | Coppe nazionali | Coppe nazionali | Coppe nazionali | Coppe continentali | Coppe continentali | Coppe continentali | Altre coppe | Altre coppe | Altre coppe | Totale | Totale | Totale |
| Stagione                | Squadra                 | Comp                    | Pres       | Reti       | Comp            | Pres            | Reti            | Comp               | Pres               | Reti               | Comp        | Pres        | Reti        | Pres   | Reti   |        |
| ----------------------- | ----------------------- | ----------------------- | ---------- | ---------- | --------------- | --------------- | --------------- | ------------------ | ------------------ | ------------------ | ----------- | ----------- | ----------- | ------ | ------ | ------ |
| 2019                    | Klubi 04                | K                       | 9          | 1          | -               | -               | -               | -                  | -                  | -                  | -           | -           | -           | 9      | 1      |        |
| 2020                    | Klubi 04                | K                       | 14         | 1          | -               | -               | -               | -                  | -                  | -                  | -           | -           | -           | 14     | 1      |        |
| Totale Klubi-04         | Totale Klubi-04         | Totale Klubi-04         | 23         | 2          |                 | -               | -               |                    | -                  | -                  |             | -           | -           | 23     | 2      |        |
| 2021                    | Spartaks Jūrmala        | VL                      | 20         | 1          | CL              | 1               | 0               | -                  | -                  | -                  | -           | -           | -           | 21     | 1      |        |
| 2022                    | Spartaks Jūrmala        | VL                      | 9          | 1          | CL              | 0               | 0               | -                  | -                  | -                  | -           | -           | -           | 9      | 1      |        |
| Totale Spartaks Jūrmala | Totale Spartaks Jūrmala | Totale Spartaks Jūrmala | 29         | 2          |                 | 1               | 0               |                    | -                  | -                  |             | -           | -           | 30     | 2      |        |
| 2023                    | RFS Riga                | VL                      | 33         | 1          | CL              | 2               | 1               | UECL               | 4                  | 0                  | -           | -           | -           | 39     | 2      |        |
| 2024                    | RFS Riga                | VL                      | 33         | 2          | CL              | 1               | 0               | UEL+UECL           | 4+12               | 0+1                | SL          | 1           | 0           | 51     | 3      |        |
| Totale RFS Riga         | Totale RFS Riga         | Totale RFS Riga         | 66         | 2          |                 | 3               | 1               |                    | 20                 | 1                  |             | 1           | 0           | 90     | 3      |        |
| gen.-giu. 2025          | Arīs Limassol           | AK                      | 3          | 0          | KK              | 0               | 0               | -                  | -                  | -                  | -           | -           | -           | 3      | 0      |        |
| Totale carriera         | Totale carriera         | Totale carriera         | 121        | 7          |                 | 4               | 1               |                    | 20                 | 1                  |             | 1           | 0           | 146    | 9      |        |

## Palmarès

### Club

#### Competizioni nazionali
- Campionato lettone: 2

RFS Riga: 2023, 2024
- Coppa di Lettonia: 1

RFS Riga: 2024